# Forcipomyia pinheyi
Forcipomyia pinheyi är en tvåvingeart som beskrevs av Clastrier och Legrand 1984. Forcipomyia pinheyi ingår i släktet Forcipomyia och familjen svidknott.
Artens utbredningsområde är Mauritius. Inga underarter finns listade i Catalogue of Life.